# Amiens
Amiens er en by og en kommune i det nordlige Frankrig, 120 km nord for Paris. Den er préfecture (dvs. hovedby) i departementet Somme. Byen ligger i regionen Picardie. Byen er i øvrigt venskabsby med Odder, som ligger i Østjylland.

## Historie
Byens rødder strækker sig tilbage til før-romersk tid, hvor Ambiani-stammen beboede byen. Byen blev erobret af den romerske kejser Claudius og blev brugt som en strategisk udpost i forbindelse med erobringen af Gallien og Bretagne. I romersk tid var der i byen et forum, romerske bade, og et stort amfiteater.
I middelalderen blev byen påvirket af den gotiske stil, og domkirken i byen er et godt eksempel på byggestilen. Katedralen stod færdig i 1247. I 1700-1800-tallet var byen kendt for sin tekstilproduktion. Under de to verdenskrige var regionen Picardie skueplads for mange slag. Det mest kendte er slaget ved Somme, som kostede 1.000.000 tyskere og allierede livet ved floden Somme i 1916.

## Personligheder
- Ansgar (801-865), missionær og ærkebiskop i Nordeuropa
- Du Cange (1610-1688), jurist og leksikograf
- Pierre Choderlos de Laclos (1741-1803), forfatter af Farlige forbindelser.
- Marc Marie de Bombelles (1744-1822), officer, diplomat og biskop
- Jules Verne (1828-1905), forfatter.
- Odette Hallowes (1912-1995), sygeplejerske og hemmelig agent
- Édouard Lucas (1841-1891), matematiker
- Peter Eremit (død 1115), præst og omrejsende prædikant
- Jules Verne (1828-1905), forfatter